# Ildefonso José Paso
Ildefonso José Paso Fernández (Passo o Paso) fue un comerciante y funcionario argentino, nacido en Buenos Aires entre 1766 y 1767, hijo de Domingo del Passo Erenco y María Manuela Fernández de Escandón y Astudillo, hermano de Juan José, Francisco y Domingo Paso, todos destacados partícipes de la política en el Río de la Plata durante los comienzos del siglo XIX.

## Biografía
Cursó estudios en el Real Colegio de San Carlos donde fue alumno del doctor Luis José de Chorroarín. 
En 1801 fue elegido alcalde de barrio. Durante las Invasiones Inglesas asistió como tal al congreso general celebrado en agosto de 1806. Durante la lucha contra el invasor actuó como sargento mayor del Tercio de Arribeños, quedando al frente de dicho cuerpo al morir su comandante Pío de Gana durante los combates de la invasión de 1807. El 13 de enero de 1809 la Junta Suprema de Sevilla dispuso en nombre del rey premiar a los oficiales de los distintos cuerpos milicianos de Buenos Aires reconociendo los grados militares que se les había otorgado, otorgándosele el de capitán al sargento mayor Ildefonso Paso.
En su tienda trabajó de muy joven Juan Manuel de Rosas, antes de ser enviado por su madre a la estancia familiar.
Los hermanos Paso estuvieron entre los primeros integrantes del núcleo que propiciaba la independencia. Asistió al cabildo abierto de 22 de mayo de 1810 en carácter de vecino del comercio, donde votó reproduciendo el de Martín Rodríguez.
Donó once onzas de oro y por su mujer 8 pesos fuertes mensuales durante el tiempo que durase la expedición al interior. En agosto de ese año fue elegido nuevamente alcalde de barrio y el 17 de octubre de 1810 fue designado defensor de pobres y al año siguiente Regidor del Cabildo de Buenos Aires.
En noviembre de 1811 se hizo cargo interinamente de la vara de alcalde de primer voto. Durante el ejercicio de la función denunció una fuga de presos y luego de una inspección a la cárcel del cabildo, presentó un informe respecto a la reforma que consideraba necesaria.
En 1812 actuó como vocal interino de la Junta Conservadora de la Libertad de Imprenta en reempazo de Manuel Belgrano. 
Asistió a la junta general de comerciantes del 9 de septiembre de 1815 donde fue apoderado para presentar un programa de reformas. En la junta hizo un discurso crítico del estado del comercio y de la facción de Carlos María de Alvear.
Objetó la hegemonía comercial inglesa y formó parte de la comisión formada para confeccionar un reglamento de comercio que debía ser elevado al Director Supremo de las Provincias Unidas del Río de la Plata por conducto del Consulado.
En 1816 fue nuevamente designado regidor tercero del Cabildo y Fiel Ejecutor.
Retirado de la política y deteriorada su situación económica, se dedicó al comercio de pañuelos de seda. Llegó a poseer una importante fortuna y varias fincas, pero cuando testó el 9 de mayo de 1835 declaró que sus bienes estaban prácticamente reducidos a los que había recibido por herencia. Falleció poco después en su ciudad natal.
Había casado con Casimira García de la Mata y Fernández, hija de Domingo García de la Mata y Balbas y Ana Rita Fernández de Escandón y Astudillo, con quien tuvo al menos un hijo, Andrés José Passo García.